# Keum Suk Gendry-Kim
Keum Suk Gendry-Kim est une autrice de bande dessinée et traductrice sud-coréenne née en 1971 à Goheung-eup, en Jeolla du Sud. Ses bandes dessinées sont publiées en France depuis 2012.

## Biographie
Née en 1971, Keum Suk Gendry-Kim quitte la Corée du Sud en 1994. Elle étudie la peinture à l'Université de Sejong[Quand ?] et à l'École supérieure des arts décoratifs de Strasbourg[Quand ?]. Installée à Paris, elle collabore avec plusieurs maisons d'édition pour des traductions depuis le coréen à partir de 2006. Elle réalise également des œuvres jeunesse inédites en France. Après avoir vécu plusieurs années en France, elle retourne quelque temps dans son pays natal en 2011 et elle s'y réinstalle par la suite. En termes d'influences, l'autrice cite le shōjo manga, le Bandit généreux de Lee Doo-ho et les bandes dessinées de Lee Hee-jae.
En 2012 elle livre sa première bande dessinée, Le chant de mon père, un récit autobiographique sur l'exode rural de sa famille dans les années 1970, aux Éditions Sarbacane,. En 2015, elle livre Jiseul, qui porte sur le soulèvement de Jeju en 1948, d'après l'œuvre d'O Muel. En 2017, elle participe au festival du Printemps coréen à Nantes. En 2018, chez Delcourt, elle signe  Les mauvaises herbes : d'après le témoignage d'une esclave sexuelle de l'armée japonaise (en), qui raconte l'histoire de Lee Oksun, une « femme de réconfort » — esclave sexuelle de l'armée impériale japonaise pendant la Seconde Guerre mondiale ; la dessinatrice souhaite y présenter le point de vue des femmes à partir d'une entrevue avec une victime. Ce volume de 500 pages a pris trois ans de travail et fait l'objet d'un accueil public et critique favorable. En 2020, elle publie trois ouvrages : L'Arbre nu (en) (Les Arènes), Alexandra Kim, la Sibérienne et Jon (Delcourt). Jon est un enfant porteur d'autisme dont les parents se battent contre les préjugés sociaux et qui devient « un petit prodige de la musique ».

### Vie personnelle
Keum Suk Gendry-Kim est mariée avec Loïc Gendry, traducteur et enseignant de français langue étrangère.

## Œuvres

### Traduction
- Vedette, de Lee Hee-jae ; traduit du coréen avec Loïc Gendry, Casterman, coll. « Hanguk », 2006  (ISBN 2-203-37709-7)
- Feux, d'Oh Sé-young ; traduit du coréen avec Loïc Gendry, Casterman, coll. « Hanguk », 2007  (ISBN 978-2-203-37708-0)
- Histoire des sciences en BD, scénario Jung Hae-Yiong ; dessin Shin Young-Hee ; direction Pack Sung-Rae, traduction avec Loïc Gendry, Casterman, coll. « Docu BD »

1. De l'âge de pierre à la Grèce antique, 2007  (ISBN 978-2-203-00210-4)
2. Des romains au Moyen Âge, 2007  (ISBN 978-2-203-00211-1)

- Il était une fois, de Lee Joung-A, traduction avec Loïc Gendry, Saphira, 2007  (ISBN 978-2-7522-0220-8)
- Nambul : histoire de la guerre entre la Corée et le Japon, scénario Ya Sul Lok, dessin Lee Hyun Se ; traduction avec Loïc Gendry, Kami

1. Invasion  (ISBN 978-2-35100-243-8)

- Massacre au pont de No Gun Ri, de Park Kun-woong, adapté du roman de Chung Eun-yong ; traduction avec Loïc Gendry ; adaptation par Bérengère Orieux et Benjamin Chaignon, Vertige graphic / Coconino Press, 2006  (ISBN 978-2-84999-041-4)
- Mille et une nuits, scénario de Jun Jin Suk, dessin de Han Seung hee ; Carabas-Kami
  - tome 2, 2007  (ISBN 978-2-35100-229-2)
  - tome 3, 2007  (ISBN 978-2-35100-250-6)
- Wild school, tome 4, de Kim Jeong-Han, traduction avec Loïc Gendry, Éditions Tokebi, 2007  (ISBN 978-2-7507-0386-8)
- La Vie des gosses, de Kim Hong-mo ; traduit avec Loïc Gendry, Kana, 2008  (ISBN 978-2-505-00339-7)

### Bande dessinée
- Le chant de mon père[11], Sarbacane, 2012  (ISBN 978-2-84865-499-7)
- Jiseul, adaptation et dessin de l'œuvre originale d'O Muel, Sarbacane, 2015  (ISBN 978-2-84865-774-5)
- Les mauvaises herbes : d'après le témoignage d'une esclave sexuelle de l'armée japonaise (en), Delcourt, coll. « Encrages », 2018  (ISBN 978-2-413-00378-6)
- Alexandra Kim la Sibérienne : la première révolutionnaire bolchévique coréenne qui rêvait d'un monde égalitaire, d'après le roman de Jung Cheol-Hoon, traduction avec Loïc Gendry, Éditions Cambourakis, 2020  (ISBN 978-2-36624-513-4)
- L'Arbre nu (en), Les Arènes, 2020  (ISBN 979-10-37502-18-6)
- Jon, Delcourt, coll. « Encrages », 2020  (ISBN 978-2-413-01848-3)
- L'Attente (en), Futuropolis, 2021  (ISBN 978-2-7548-3049-2)
- La saison des pluies (en), Futuropolis, 2023  (ISBN 978-2-7548-3186-4)
- Demain est un autre jour[12], Futuropolis, 2023  (ISBN 9782754834186)
- Mon ami Kim Jong-Un, Futuropolis, 2025  (ISBN 978-2-7548-4302-7)

### Autres
- De case en case : portraits de 15 bédéistes sud-coréens[13], avec Loïc Gendry & Keum Suk Gendry-Kim ; postface de Frédéric Ojardias, Atelier des cahiers, Collection Essais, 2015  (ISBN 979-10-91555-13-5)
- Manger cent façons (illustration), sous la direction de Benjamin Joinau et Simon Kim, Atelier des cahiers, 2016  (ISBN 979-10-91555-23-4)

## Prix et distinctions
- 2019 : mention spéciale au prix « Bulles d'Humanité » (journal L'Humanité) pour Mauvaises Herbes[14] ;
- 2020 : 
  - Prix Harvey Best International Book pour Grass (Mauvaises herbes)[15] ;
  - Cartoonist studio prize Best Print Comic pour Grass[16].